# Álbum (álbum de Barão Vermelho)
Álbum é o décimo disco da banda brasileira Barão Vermelho, lançado em 1996. Todas as faixas do disco são versões cover, desde o ex-membro Cazuza até Bezerra da Silva, Roberto Carlos  e Gang 90 e as Absurdettes. Foi o primeiro álbum da banda a ser certificado com Platina pela ABPD, com 280 mil cópias vendidas.

## Faixas
| N.º | Título                                                      | Compositor(es)                                                                         | Duração |  |
| 1.  | "Só Pra Variar"                                             | Kika Seixas; Raul Seixas; Cláudio Roberto                                              | 2:58    |  |
| 2.  | "Malandragem Dá Um Tempo"                                   | Adelzonilton; Popular P; Moacyr Bombeiro; Jerry Goldstein; Lonnie Jordan; Howard Scott | 3:39    |  |
| 3.  | "Vem Quente Que Eu Estou Fervendo"                          | Carlos Imperial; Eduardo Araújo                                                        | 3:27    |  |
| 4.  | "Só As Mães São Felizes"                                    | Roberto Frejat; Cazuza                                                                 | 5:18    |  |
| 5.  | "Vale Quanto Pesa"                                          | Luiz Melodia                                                                           | 3:44    |  |
| 6.  | "Perdidos Na Selva"                                         | Júlio Barroso; Guilherme Arantes                                                       | 3:46    |  |
| 7.  | "Amor, Meu Grande Amor"                                     | Ana Terra; Ângela Rô Rô                                                                | 4:34    |  |
| 8.  | "Não Há Dinheiro Que Pague"                                 | Renato Barros                                                                          | 3:17    |  |
| 9.  | "Jardins Da Babilônia"                                      | Lee Marcucci; Rita Lee                                                                 | 3:31    |  |
| 10. | "Um Índio"                                                  | Caetano Veloso                                                                         | 5:20    |  |
| 11. | "Um, Dois, Três, Quatro..." (Faixa escondida em "Um Índio") | Ezequiel Neves; Barão Vermelho                                                         | 0:46    |  |

## Créditos
Barão Vermelho
- Roberto Frejat: voz, guitarra base, violão e bandolim
- Guto Goffi: bateria e programação
- Fernando Magalhães: guitarra solo e vocal
- Rodrigo Santos: baixo, gongo e vocal
- Maurício Barros: clavinete, orgão Hammond, piano Rhodes, teclados
- Peninha: percussão, trombone, vocal de apoio em "Malandragem Dá um Tempo"

Músicos convidados
- Andrézinho: vocal de apoio
- Bidinho: trompete, flugelhorn em "Vem Quente que Eu Estou Fervendo" e "Não Há Dinheiro que Pague"
- Henrique Band: trompete em "Não Há Dinheiro que Pague"
- Paulinho: trompete, flugelhorn em "Vem Quente que Eu Estou Fervendo" e "Não Há Dinheiro que Pague"
- Sérginho: trombone
- Zé Carlos Bigorna: sax tenor
- Zeca Jagger: vocal de apoio

Produção
- Produzido por Barão Vermelho e Ezequiel Neves
- Gravado (Nas Nuvens) e Mixado por Márcio Gama
- Gravado (Companhia dos Técnicos) por Ronaldo Lima
- Masterizado por Ricardo Garcia
- Assistente de Gravação (Cia. dos Técnicos): José Sartori
- Assistentes de Gravação (Nas Nuvens): Bruno Leite, Marco Aurélio, MarioLeo e Renato Muñoz
- Assistentes de Mixagem: Ben Hur, Marcelo Hoffer, Marco Hoffer e Marcos Vicente
- Roadies: Domingos Olímpio, Eric Daniel e Luiz Loureiro